# Limonium narbonense
Limonium narbonense är en triftväxtart som beskrevs av Philip Miller. Limonium narbonense ingår i släktet rispar, och familjen triftväxter. Inga underarter finns listade i Catalogue of Life.